# Lampoterma gympicum
Lampoterma gympicum är en stekelart som beskrevs av Boucek 1988. Lampoterma gympicum ingår i släktet Lampoterma och familjen puppglanssteklar. Inga underarter finns listade i Catalogue of Life.